# Podensac
Podensac è un comune francese di 2 653 abitanti situato nel dipartimento della Gironda nella regione della Nuova Aquitania.

## Società

### Evoluzione demografica
Abitanti censiti

### Gemellaggi
Podensac è gemellato con:
- Morengo, dal 2018